# Georg Barth (Unternehmer)

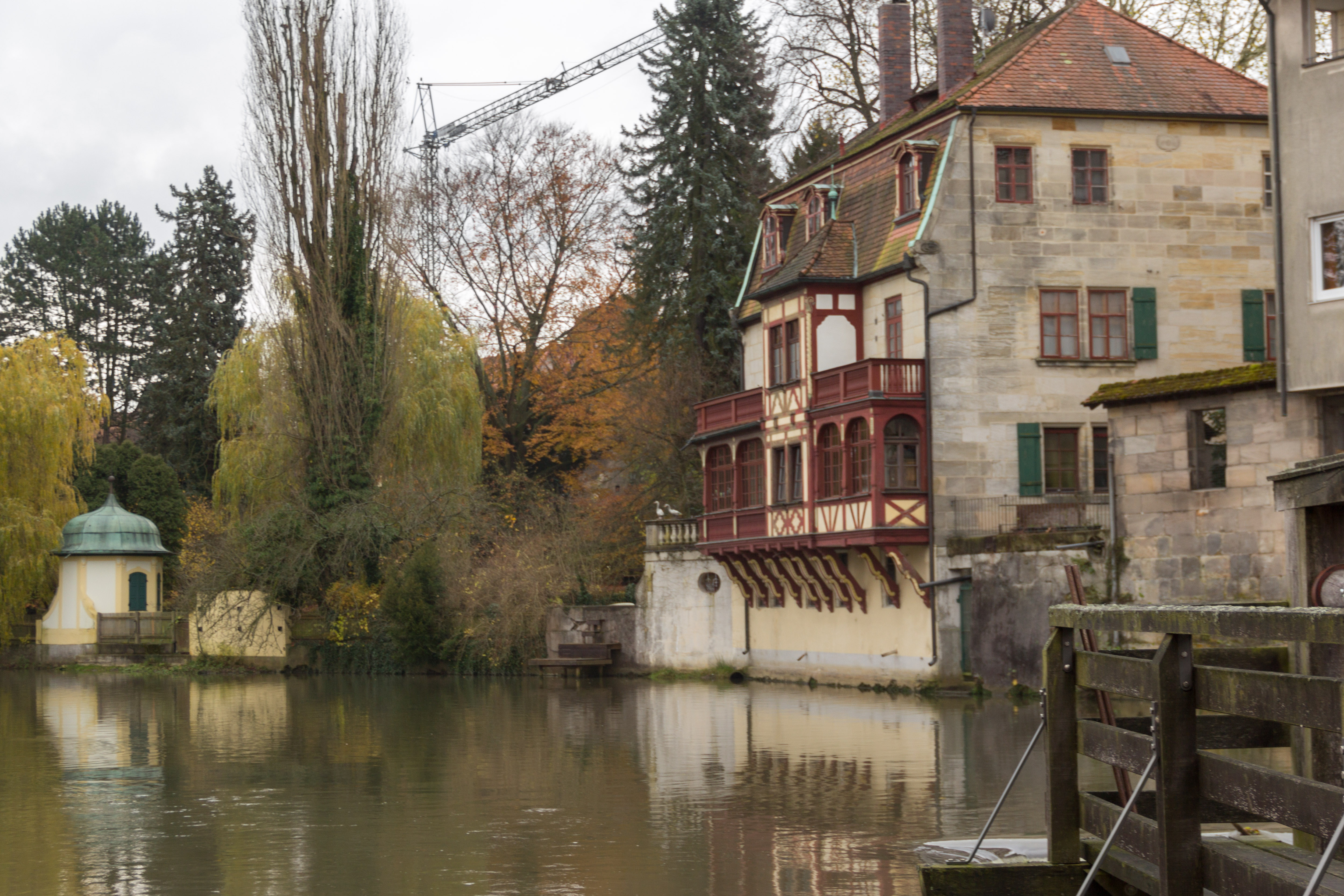
Wohnhaus von Georg Barth neben der Kunstmühle in Lauf

Georg Karl Barth (* 19. Oktober 1875 in Lauf an der Pegnitz; † nach 1944) war ein deutscher Unternehmer, Chemiker und Hofrat.

## Leben
Er war der Sohn des Großkaufmanns und königlich-bayerischen Kommerzienrates Johann Friedrich Barth, dem Stifter der Johann Friedrich Barthschen Familienstiftung, die noch heute unter dem Namen J. F. Barth'sche Stiftung besteht und von der Stadt Lauf an der Pegnitz verwaltet wird.
Nach dem Mittelschulabschluss studierte Georg Barth an der Technischen Hochschule München und an der Universität Rostock. 1900 wurde er zum Dr. phil. promoviert. Er stieg in das Familienunternehmen ein, wurde Kunstmühlenbesitzer und legte zahlreiche Veröffentlichungen auf brautechnischem Gebiet vor. Daneben war er Mitarbeiter am Handbuch für Technik, das von Professor Lafar herausgegeben wurde.
Georg Barth war Mitglied der Aufsichtsräte verschiedener Brauereien, so beispielsweise stellvertretender Vorsitzender des Aufsichtsrats des Hofbrauhaus Wolters u. Balhorn A.-G. zu Braunschweig. Außerdem war er geschäftsführender Exekutor der J. F. Barthschen Familienstiftung.
Zum Gebäudekomplex seiner Kunstmühle gehörte auch sein Wohnhaus, das ursprünglich ein Barockbau von 1781 war und von ihm im Jahre  1912 aufwändig im neubarocken Stil umgestaltet worden ist. Dazu gehörte ein großer Garten und Gartenpavillon und dem westlich anschließenden Kunstmühlengebäude, das zwischenzeitlich durch einen Neubau ersetzt wurde.

## Ehrungen
Für seine Verdienste erfolgte seine Ernennung zum königlich-bayerischen Hofrat.

## Nachlass
Der Barth’sche Familiennachlass befindet sich heute im Stadtarchiv Lauf a. d. Pegnitz.